# Aspidifrontia semipallida
Aspidifrontia semipallida là một loài bướm đêm trong họ Noctuidae.